# Seznam představitelů městské části Brno-Žabovřesky
Seznam představitelů městské části Brno-Žabovřesky.

## Starostové do roku 1945
- ?–? Antonín Srnec († 1853), první volený starosta Žabovřesk[1]
- ?–? J. Váňa[1]
- ?–? Jakub Havlíček[1]
- ?–? Martin Fajt[1]
- ?–? Tomáš Bartoněk[1]
- ?–? Josef Schlesinger[1]
- ?–? Jan Hanák[1]
- ?–? Cyril Procházka[1]
- ?–? Tomáš Doležal (1853–1931), starosta obce Brno-Žabovřesky, Maničky a Vinohrádky[1][2]
- ?–? Josef Mikšík[1]
- 1888–1897 Cyril Procházka[1]
- ?–? Tomáš Ondráček[1]
- 1896–1898 Adolf Blažek (* 1851)[1][3]
- ?–? Josef Kvizda[1]
- 1904–? Adolf Blažek[1][3]
- 1912–? František Barták[1]
- ?–? František Zemánek, poslední starosta Žabovřesk před okupací[1]

## Starostové po roce 1989
| Ve funkci                   | Jméno            | Strana  |
| 1990 – 1994                 | Ing. Jiří Mikala | SZ      |
| 1994 – 1998                 | Ing. Jiří Mikala | ODA     |
| 30. 11. 1998 – 14. 11. 2002 | Jiří Helán       | ODS     |
| 14. 11. 2002 – 2. 11. 2006  | Mgr. Aleš Kvapil | ODS     |
| 2. 11. 2006 – 15. 2. 2010   | Mgr. Aleš Kvapil | ODS     |
| 18. 2. 2010 – 11. 11. 2010  | Jiří Helán       | ODS     |
| 11. 11. 2010 – 31. 12. 2012 | Marek Šlapal     | ČSSD    |
| 1. 1. 2013 – 7. 11. 2014    | Pavel Tyralík    | ČSSD    |
| 7. 11. 2014 – 16. 11. 2018  | Pavel Tyralík    | ČSSD    |
| 16. 11. 2018 – 20. 10. 2022 | Lucie Pokorná    | ANO     |
| 20. 10. 2022 – úřadující    | Filip Leder      | KDU-ČSL |